# Nackarps naturreservat
Nackarps naturreservat är ett naturreservat i Svalövs kommun i Skåne län.
Reservatet ligger precis intill Söderåsens nationalpark och består till största del av Nackarpsdalens dalgång.
Reservatet ligger nära den välkända Odensjön där fiskemöjligheter finns ifall fiskekort innehas.

## Flora och fauna
Det finns ett rikt bokskogsområde inom reservatet där växter som vitsippa, gulsippa och lungört gärna växer.